# Jeroen Drost
Jeroen Drost (Kampen, 21 januari 1987) is een Nederlandse voormalig voetballer die als de verdediger speelde. Hij is de tweelingbroer van Henrico Drost.

## Loopbaan
Drost maakte zijn debuut als profvoetballer bij sc Heerenveen in het seizoen 2004/2005. In dat jaar kwam hij tot dertien eredivisie-optredens zonder daarin te scoren. Aan het eind van zijn eerste seizoen werd hij door bondscoach Foppe de Haan geselecteerd voor het WK onder 20 in Nederland. In het daarop volgende jaar speelde hij 25 competitieduels voor de Friezen. In het volgende seizoen stond hij negen keer op het veld in het keurkorps van trainer Gertjan Verbeek.
Halverwege het seizoen 2007/2008 had Drost nog geen duel gespeeld voor sc Heerenveen, waarop hij in de transferperiode op huurbasis naar N.E.C. vertrok. Daar kwam hij tot vijf duels) en zijn eerste treffer als profvoetballer. Vanaf de zomer van 2008 ging de verdediger op huurbasis bij rivaal Vitesse spelen, dat een optie tot koop bedong. Na een weifelend begin speelt Drost zich in de basis van de Arnhemmers als centrumverdediger. Op 26 mei 2009 maakte de Arnhemse club bekend dat ze overeenstemming over een contract voor vier jaar met de verdediger bereikt hadden. De tweede helft van het seizoen 2010/'11 was hij door Vitesse verhuurd aan FC Zwolle. In de zomer van 2012 tekent Drost een contract voor 1 seizoen bij De Graafschap, waar hij gehaald is voor de linksbackpositie. In april 2013 mag hij echter met onmiddellijke ingang weer vertrekken bij die club. In het seizoen 2013-14 speelt Drost voor CSV Apeldoorn. Hierna wilde hij overstappen naar DOS Kampen en na problemen met zijn overschrijving was hij vanaf december 2014 speelgerechtigd. Medio 2018 stopte Drost met voetballen.

## Clubstatistieken
| Seizoen | Club               | Land      | Competitie     | Duels | Goals |
| ------- | ------------------ | --------- | -------------- | ----- | ----- |
| 2004/05 | sc Heerenveen      | Nederland | Eredivisie     | 13    | 0     |
| 2005/06 | sc Heerenveen      | Nederland | Eredivisie     | 25    | 0     |
| 2006/07 | sc Heerenveen      | Nederland | Eredivisie     | 9     | 0     |
| 2007/08 | sc Heerenveen      | Nederland | Eredivisie     | 0     | 0     |
| 2007/08 | → N.E.C. (huur)    | Nederland | Eredivisie     | 5     | 1     |
| 2008/09 | → Vitesse (huur)   | Nederland | Eredivisie     | 26    | 0     |
| 2009/10 | Vitesse            | Nederland | Eredivisie     | 15    | 0     |
| 2010/11 | Vitesse            | Nederland | Eredivisie     | 7     | 0     |
| 2010/11 | → FC Zwolle (huur) | Nederland | Eerste divisie | 12    | 0     |
| 2011/12 | Vitesse            | Nederland | Eredivisie     | 5     | 0     |
| 2012/13 | De Graafschap      | Nederland | Eerste divisie | 3     | 0     |
| Totaal  | Totaal             | Totaal    | Totaal         | 120   | 1     |